# 쉬광한
허광한은 대만의 배우, 가수, 모델이다. 
2019년부터 2020년까지 방영된 드라마 《상견니》에서 리쯔웨이 / 왕취안성 역으로 대만, 한국을 비롯한 해외에도 이름을 알렸다.

각 문자별 이름 표기는 중국어 정체자: 許光漢, 간체자: 许光汉, 한어 병음: Xǔ Guānghàn, 웨이드-자일스: Hsu3 Kuang1-Han4, 주음 부호: ㄒㄩˇ ㄍㄨㄤ ㄏㄢˋ 쉬광한[*], 타이뤄: Khóo Kong-hàn, 한자음: 허광한 이다.

## 출연 작품

### 드라마
- 잠입람중람 (2013) - 천민하오 역
- 쌍전 (2013년) - 꼬마 역
- 폭풍연애가족전 (2016) - 장하오양 역
- 지앙선생의 딜레마 (2016) - 천웨이쩡 역
- 너와 나 사이, 한걸음 (2017) - 찐위삔 역
- 나각적평연심동 (2017) - 진랑 역
- 추리필기 (2017) - 린샤오 역
- 아적남해 (2017) - 니콜로 역
- 1006적방객 (2017) - 저우따쥔 역
- 경계선의 남자 (2019) - 린지쯔 역
- 상견니 (2019) - 리쯔웨이/왕취안성 역
- 루~대만 익스프레스 (2020) - 케빈 역
- 무신지지불하우: 신이 없는 땅에는 비가 내리지 않는다 (2021) - 조물주 kakarayan 역
- 화등초상 (2021) - 허위언의 대학친구 역 (3회출연, 카메오)
- 노 웨이 아웃 : 더 룰렛 (2024) - 미스터 스마일 역
- 정강 경찰서 (2024) - 우밍한 역
- The Scammers (2026 예정)

### 영화
- 타이페이 사랑의 맛 (2015) - 이선 역
- 화갑대인전남해 (2018) - 장하오양(야시장손님) 역 (카메오)
- 희리희리, 화납화납 (2018) - 공샹 역
- 해길랍 (2018) - 원탕셩 역
- 아호, 나의 아들 (2019) - 아하오 역
- 여름날 우리 (2021) - 저우 샤오치 역
- 상견니 (2022) - 리쯔웨이 / 왕취안성 역
- 메리 마이 데드 바디 (2023) - 우밍한 역
- 청춘 18X2 너에게로 이어지는 길 (2024) - 지미 역
- 타년타일 (2025) - 감자 역

### 애니메이션 더빙
- 2023년 - 그대들은 어떻게 살 것인가

《君たちはどう生きるか》- 왜가리 역
- 2024년 - 팔계 : 신세계를 구하라

《八戒 : 決戰未來(팔계 : 결전미래)》- 팔계 역

## 음반

### 정규앨범
- 2021.12.07《許光漢》 정규 앨범

### 싱글앨범
- 2020.10.27 別再想見我 (Yesterday No More)
- 2021.11.05 Soufflé
- 2021.11.19 I Coudn't Care Less

### 참여앨범
- 2020.11.05 什麼跟什麼有什麼關係

(십마근십마유십마관시)
- 2024.01.01 有你在就是爱(그대 있으면 사랑이죠) - 영화 你的婚礼(여름날 우리) 이스터 에그
- 2025년 예정 Like a child(피쳐링) - 티아 레이 솔로앨범